# موريس ماترلينك
موريس پوليدور ماري برنار ماترلينك (بالفرنسية: Maurice Maeterlinck)‏ (29 أغسطس 1862 - 6 مايو 1949)، المعروف أيضًا باسم الكونت ماترلينك منذ عام 1932، كان كاتبًا مسرحيًا بلجيكيًا وشاعرًا وكاتب مقالات فلمنكيًا لكنه كان يكتب باللغة الفرنسية. حصل على جائزة نوبل في الأدب في عام 1911 «تقديرًا لأنشطته الأدبية ذات الجوانب المتعددة، خاصةً أعماله الدرامية التي تميزت بثراء الخيال والخيال الشعري، والتي تظهر أحيانًا تحت ستار حكاية خرافية ذات إلهام عميق، في حين أنها بطريقة غامضة تستقطب مشاعر القراء وتحفز خيالهم». كانت مواضيع الموت ومعنى الحياة المحاور الرئيسية في عمله. كان عضوًا بارزًا في مجموعة بلجيكا الشابة (لا جون بلجيكي) وتعد مسرحياته عنصرًا هامًا للحركة الرمزية. ومن أبرز أعمال ماترلنك، مسرحيات مثل: «الأعمى» و «الداخل» و «الأخت پياتريس» و «الطائر الأزرق» و «ماري ماگدالينا»، إضافة إلى مجموعات شعرية ودراسات ونصوص أدبية متنوعة جعلته من أشهر أدباء بلجيكا في زمنه.[بحاجة لمصدر]
ذاع صيته سنة 1890 عندما كتب مقالا عن رواية لاوكتاف ميربو في جريدة لو فيغارو. حصل سنة 1911 على جائزة نوبل في الأدب. ومن الطرائف ان موريس كان يريد اللتحاق في التجنيد، ردته الحكومة وقالت: (قلمك أقوى كتيبة من الجندي المسلح). كان أول عمل له مجموعة شعرية بعنوان سيريس شود [متحمس المخالب]. يبدو في عام 1889م، وهو العام نفسه الذي وصل فيه مسرحيته الأولى، الأميرة مالين، التي لقيت اشادة متحمسة من اوكتاڤ ميربو، الناقد الأدبي في جريدة لوفيگارو في أغسطس 1890. تلا ذلك سلسلة من المسرحيات تتضح فيها القدرية والصوفية مثل الدخيل (1890)، الأعمى وپلياس ومليساند (1892). وأثناء علاقته بالممثلة جورجيت لبلان، كتب العديد من الأعمال، بينها كنز المتواضع 1896 كان العمل الأكثر شعبية. توفي في مدينة نيس في 6 مايو 1949.

## سيرته

### نشأته
ولد ماترلينك في غنت، بلجيكا، لأسرة ثرية ناطقة بالفرنسية. كانت والدته ماتيلد كوليت فرانسواز (فان دين بوشيه قبل الزواج) من عائلة ثرية، وكان والده بوليدور كاتب عدل يستمتع برعاية الدفيئات الزراعية في ملكيتهم.
في سبتمبر عام 1874، أُرسل ماترلينك إلى مدرسة سانت باربي اليسوعية، حيث كانت تتعرض الأعمال الرومانسية الفرنسية للازدراء الشديد ولم يكن يُسمح سوى بالمسرحيات ذات المواضيع الدينية. أثرت تجربته في هذه المدرسة على نفوره من الكنيسة الرومانية الكاثوليكية والدين المنظم.
كتب ماترلينك قصائد وروايات قصيرة أثناء دراسته، لكن والده أراد منه أن يدرس القانون. بعد أن أنهى دراسة القانون في جامعة غنت عام 1885، قضى بضعة أشهر في باريس، فرنسا. التقى ببعض أعضاء الحركة الرمزية الجديدة، لا سيما فيليي دو ليل-أدام الذي كان له تأثير كبير على أعمال ماترلينك اللاحقة.

### حياته اللاحقة

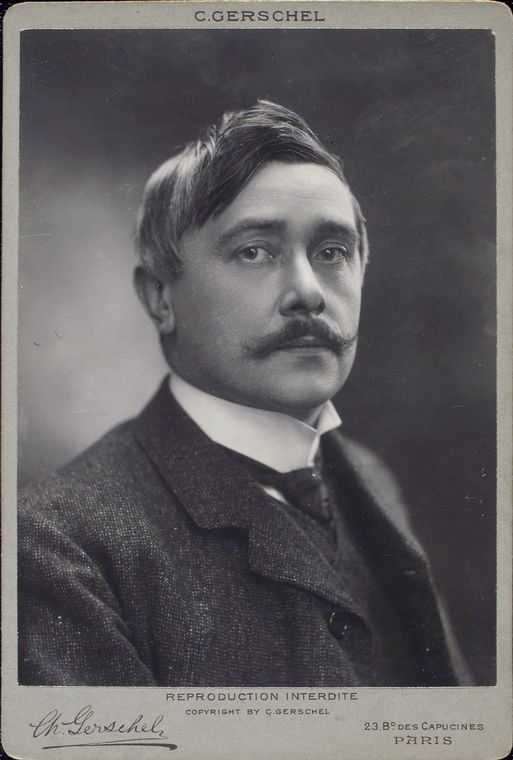
موريس ماترلينك في وقت مبكر من حياته المهنية

في عام 1930 اشترى ماترلينك قصرًا صيفيًا (شاتو) في نيس، فرنسا، وأطلق عليه اسم أورلاموندي، الاسم الذي ورد في ألبومه كوينز شانسون (خمسة عشر أغنية). منحه ألبرت الأول ملك بلجيكا لقب الكونت في عام 1932.
وفقًا لمقال نُشر في صحيفة نيويورك تايمز عام 1940، فإن ماترلينك قدِم إلى الولايات المتحدة من لشبونة على متن سفينة نيا هيلاس اليونانية. كان قد فر إلى لشبونة هربًا من الغزو النازي لكل من بلجيكا وفرنسا. نقلت صحيفة ذا تايمز قوله «عرفت أن الألمان إذا أسروني سيقتلونني فورًا، إذ لطالما اعتبرت عدوًا لألمانيا بسبب مسرحيتي عمدة ستيلموند التي تناولت الأوضاع في بلجيكا خلال الاحتلال الألماني عام 1918». على غرار زيارته السابقة لأمريكا، ما زال يجد الأمريكيين عفويين جدًا، وودودين، وفرانكوفيليين (ولعين بفرنسا) لذوقه.
عاد ماترلينك إلى نيس بعد الحرب في 10 أغسطس عام 1947. كان رئيسًا لناد القلم الدولي، رابطة الكتّاب العالمية، من عام 1947 حتى عام 1949. في عام 1948، منحته أكاديمية اللغة الفرنسية وسام اللغة الفرنسية. توفي في نيس في 6 مايو عام 1949 بعد تعرضه لنوبة قلبية.

## التكريمات
- 1920: وسام ليوبولد من رتبة الوشاح الأعظم.
- 1932: حصل على لقب الكونت ماترلينك بموجب مرسوم ملكي. لكنه أهمل إنجاز العمل الورقي اللازم للتسجيل، فلم ينفذ القرار.

## روابط خارجية
- موريس ماترلينك على موقع IMDb (الإنجليزية)
- موريس ماترلينك على موقع الموسوعة البريطانية (الإنجليزية)
- موريس ماترلينك على موقع مونزينجر (الألمانية)
- موريس ماترلينك على موقع ميوزك برينز (الإنجليزية)
- موريس ماترلينك على موقع ميوزك برينز (الإنجليزية)
- موريس ماترلينك على موقع قاعدة بيانات برودواي على الإنترنت (الإنجليزية)
- موريس ماترلينك على موقع إن إن دي بي (الإنجليزية)
- موريس ماترلينك على موقع ديسكوغز (الإنجليزية)
- موريس ماترلينك على موقع قاعدة بيانات الفيلم (الإنجليزية)
- موريس ماترلينك على موقع أوليمبيديا (الإنجليزية)